# Daphniphyllum borneense
Daphniphyllum borneense är en tvåhjärtbladig växtart som beskrevs av Otto Stapf. Daphniphyllum borneense ingår i släktet Daphniphyllum och familjen Daphniphyllaceae. Inga underarter finns listade i Catalogue of Life.